# Basil Dermaux
Basil Dermaux (ur. 9 lutego 2003) – belgijski siatkarz, reprezentant Belgii, grający na pozycji atakującego. 
W wieku 6 lat zaczął grać w siatkówkę i następnie przeszedł wszystkie kategorie młodzieżowe klubu Knack Roeselare aż do sezonu 2021/2022. Obecnie łączy karierę siatkarską ze studiami z zakresu zarządzania biznesem w VIVES Kortrijk.

## Sukcesy klubowe
Puchar Belgii:
- 2025[4]

Mistrzostwo Belgii:
- 2025[5]

## Sukcesy reprezentacyjne
WEVZA U-19:
- 2021[6]

## Nagrody indywidualne
- 2025: MVP finału Pucharu Belgii[7]

## Udział siatkarza w międzynarodowych turniejach w reprezentacji Belgii
| Turniej                     | Miejsce     | Rok  |
| CEV                         | CEV         | CEV  |
| --------------------------- | ----------- | ---- |
| Mistrzostwa Europy Kadetów  | 6. miejsce  | 2020 |
| Mistrzostwa Europy Juniorów | 4. miejsce  | 2022 |
| Liga Europejska             | 7. miejsce  | 2022 |
| Liga Europejska             | 9. miejsce  | 2023 |
| FIVB                        |             |      |
| Mistrzostwa Świata Kadetów  | 11. miejsce | 2021 |
| Mistrzostwa Świata Juniorów | 7. miejsce  | 2023 |